# Соцька Ірина Сергіївна
Ірина Сергіївна Соцька (нар. 4 вересня 1979 (45 років) , Слов’янськ ) — українська плавчиня, дворазова бронзова призерка Літніх Паралімпійських ігор. Заслужений майстер спорту України.
Користується інвалідним візком.
Займається плаванням у секції Донецького обласного центру «Інваспорт».

## Державні нагороди
- Орден княгині Ольги I ст. (4 жовтня 2016) — За досягнення високих спортивних результатів на XV літніх Паралімпійських іграх 2016 року в місті Ріо-де-Жанейро (Федеративна Республіка Бразилія), виявлені мужність, самовідданість та волю до перемоги, утвердження міжнародного авторитету України[2]
- Орден княгині Ольги II ст. (17 вересня 2012) — за досягнення високих спортивних результатів на XIV літніх Паралімпійських іграх у Лондоні, виявлені мужність, самовідданість та волю до перемоги, піднесення міжнародного авторитету України[3]
- Орден княгині Ольги III ст. (7 жовтня 2008) — за досягнення високих спортивних результатів на XIII літніх Паралімпійських іграх в Пекіні (Китайська Народна Республіка), виявлені мужність, самовідданість та волю до перемоги, піднесення міжнародного авторитету України[4]